# Alexandre Coria
Alexandre Coria, né le 22 janvier 1993, est un copilote de rallye français. Il est associé à Adrien Fourmaux depuis 2021.

## Carrière en rallye
Alexandre Coria fait ses débuts comme copilote en 2016 aux côtés de Vincent Dubert en WRC-3 et en J-WRC. La paire est régulière mais ne décroche aucun podium dans les deux championnats.
Il fait équipe avec Léo Rossel en 2018 et par la suite avec Emmanuel Guigou jusqu'en 2021, année où il forme un nouveau duo avec Yohan Rossel. Ce dernier est sacré champion WRC-3 à l’issue de la saison avec trois victoires, tandis que Coria finit vice-champion avec deux victoires. Il travaille en parallèle avec son père dans son entreprise de travaux publics.
En septembre 2021, il est annoncé qu'Alexandre Coria est le nouveau copilote d'Adrien Fourmaux, en remplacement de Renaud Jamoul, en vue du rallye de Finlande. Il fait ainsi ses débuts en WRC.
La paire décroche plusieurs podiums lors de la saison 2024.

## Résultats en rallye

### Résultats détaillés en championnat du monde des rallyes
| Saison | Equipe          | Voiture               | Rallye | Rallye | Rallye | Rallye | Rallye | Rallye | Rallye | Rallye | Rallye | Rallye | Rallye | Rallye | Rallye | Rallye | Points | Classement final |  |
| ------ | --------------- | --------------------- | ------ | ------ | ------ | ------ | ------ | ------ | ------ | ------ | ------ | ------ | ------ | ------ | ------ | ------ | ------ | ---------------- |  |
| 2016   |                 |                       | MON    | SWE    | MEX    | ARG    | POR    | ITA    | POL    | FIN    | GER    | CHI    | FRA    | ESP    | GBR    | AUS    | 0      | Non classé       |  |
| 2016   | Vincent Dubert  | Citroën DS3 R3T Max   | -      | -      | -      | -      | 33e    | -      | 27e    | 28e    | 32e    | An.    | 30e    | -      | 44e    | -      | 0      | Non classé       |  |
|        |                 |                       |        |        |        |        |        |        |        |        |        |        |        |        |        |        |        |                  |  |
| 2019   |                 |                       | MON    | SWE    | MEX    | FRA    | ARG    | CHI    | POR    | ITA    | FIN    | GER    | TUR    | GBR    | ESP    | AUS    | 0      | Non classé       |  |
| 2019   | Emmanuel Guigou | Renault Clio RS R3T   | -      | -      | -      | 18e    | -      | -      | -      | -      | -      | -      | -      | -      | -      | An.    | 0      | Non classé       |  |
|        |                 |                       |        |        |        |        |        |        |        |        |        |        |        |        |        |        |        |                  |  |
| 2021   |                 |                       | MON    | FIN    | CRO    | POR    | ITA    | KEN    | EST    | BEL    | GRE    | FIN    | ESP    | MZN    |        |        | 18     | 15e              |  |
| 2021   | Emmanuel Guigou | Alpine A110 Rally RGT | 22e    | -      | -      | -      | -      | -      | -      | -      | -      | -      | -      | -      |        |        | 18     | 15e              |  |
| 2021   | Yohan Rossel    | Citroën C3 Rally2     | -      | -      | 14e    | 14e    | 7e     | -      | -      | 7e     | Dq.    | -      | -      | -      |        |        | 18     | 15e              |  |
| 2021   | M-Sport WRT     | Ford Fiesta WRC       | -      | -      | -      | -      | -      | -      | -      | -      | -      | 7e     | 16e    | 55e    |        |        | 18     | 15e              |  |
|        |                 |                       |        |        |        |        |        |        |        |        |        |        |        |        |        |        |        |                  |  |
| 2022   |                 |                       | MON    | SWE    | CRO    | POR    | ITA    | KEN    | EST    | FIN    | BEL    | GRE    | NZL    | ESP    | JPN    |        | 13     | 16e              |  |
| 2022   | M-Sport         | Ford Puma Rally1      | Ab.    | Ab.    | Ab.    | 9e     | Ab.    | 13e    | 7e     | 18e    | Ab.    | Forf.  | Forf.  | 8e     | Forf.  |        | 13     | 16e              |  |